# Air-Algérie-Flug 702P
Auf dem Air-Algérie-Flug 702P verunglückte am 21. Dezember 1994 eine Boeing 737-26DC mit dem Luftfahrzeugkennzeichen 7T-VEE der Air Algérie, die für die Phoenix Aviation betrieben wurde. Bei dem Unfall wurden die fünf Besatzungsmitglieder an Bord der Maschine getötet.

## Flugzeug
Bei der betroffenen Maschine handelte es sich um eine Boeing 737-26DC, die im Werk von Boeing in Renton im Bundesstaat Washington endmontiert wurde und am 17. Mai 1973 ihren Erstflug absolvierte. Das Flugzeug trug die Werksnummer 20758, es handelte sich um die 322. Boeing 737 aus laufender Produktion. Die Maschine wurde am 25. Mai 1973 fabrikneu an die Air Algérie ausgeliefert, die diese seitdem durchgehend betrieb. Das zweistrahlige Schmalrumpfflugzeug war mit zwei Triebwerken des Typs Pratt & Whitney JT8D-15 ausgestattet. Bis zum Zeitpunkt des Unfalls hatte die Maschine eine Gesamtbetriebsleistung von 45.633 Betriebsstunden absolviert.

## Besatzung
An Bord der Maschine befand sich eine fünfköpfige Besatzung, darunter eine zweiköpfige Cockpitbesatzung, bestehend aus einem Flugkapitän und einem Ersten Offizier, die beide von der Air Algérie gestellt wurden.
Der 44-jährige Flugkapitän war algerischer Staatsbürger und verfügte über Musterberechtigungen für die Flugzeugtypen Boeing 727, Boeing 737, Airbus A300, Airbus A310 und Fokker F-27. Der Kapitän der Maschine verfügte über 10.686 Stunden Flugerfahrung, von denen er 2.187 im Cockpit der Boeing 737 absolviert hatte.
Der 35-jährige Erste Offizier war ebenfalls algerischer Staatsbürger und besaß Musterberechtigungen für die Flugzeugtypen Boeing 737, Fokker F-27 und Cessna 310. Der Erste Offizier verfügte über 2.858 Stunden Flugerfahrung, von denen er 2.055 Stunden im Cockpit der Boeing 737 absolviert hatte.

## Flugverlauf und Unfallhergang
Am Unfalltag war die Maschine vom Flughafen Amsterdam-Schiphol zu einem Flug abgeflogen, der direkt zum Flughafen Coventry führen sollte. In Coventry sollten lebende Tiere verladen werden, die für den Export in die Niederlande und nach Frankreich bestimmt waren. Die Wetterverhältnisse in Coventry waren schwierig und verschlechterten sich im Laufe des Tages, als die Maschine sich dem Flughafen näherte, betrug die Sichtweite nur noch 700 m. Die Piloten erhielten die Freigabe zur Landung auf Runway 23. Da der Navigationsempfänger der Maschine nicht dem neuesten Standard entsprach, konnte kein ILS-Anflug durchgeführt werden. Aus diesem Grund entschieden sich die Piloten für einen durch die Flugsicherung mithilfe des Anflugüberwachungsradars aktiv gestützten Anflug. Dieser misslang, woraufhin der Kapitän einen Fehlanflug durchführte und mit der Maschine zum East Midlands Airport auswich, wo die Boeing sicher gelandet werden konnte.
Etwa 90 Minuten nach der Landung auf dem East Midlands Airport verbesserten sich die Sichtbedingungen in Coventry erheblich. Die Piloten starteten mit der Maschine um 9:38 Uhr erneut, um einen erneuten Landeversuch auf dem Zielflughafen zu unternehmen. Bei diesem Anflug flogen die Piloten die Boeing unter den Gleitpfad, bis sie in einer Entfernung von 1800 m zur Landebahn einen 26 m hohen Hochspannungsmast streifte. Bei der Kollision wurden das linke Triebwerk und die Struktur der linken Tragfläche erheblich beschädigt. Die Maschine rollte nach links und verlor an Höhe, streifte ein Haus und stürzte schließlich in ein Waldstück, wo sie explodierte und in Brand geriet. Alle fünf Insassen kamen dabei ums Leben.

## Ursache
Die Aircraft Accident Investigation Branch untersuchte den Unfall. Sie kam zu dem Schluss, dass es zu dem Unfall gekommen war, nachdem die Piloten die Maschine deutlich unter den Gleitpfad hatten absinken lassen, obwohl sie nicht in der Lage waren, Sichtkontakt mit der Landebahn herzustellen. Die Piloten hätten ferner versäumt, die Höhenanzeigen während des Anfluges gegenzuprüfen, ebenso wie der nicht steuernde Pilot versäumt hatte, die Sicherheitsflughöhe auszurufen, als die Maschine diese erreichte. Es wurde zudem festgestellt, dass die Leistungsfähigkeit der Besatzung wegen Übermüdung beeinträchtigt gewesen war.